# Gastronomía budista
La gastronomía budista es una tradición culinaria del este de Asia practicada por algunos seguidores del budismo. Es principalmente vegetariana, para poder mantener el precepto budista general del ahiṃsā (no violencia). Algunas regiones de la antigua India también eran budistas, por lo que muchos indios siguen siendo vegetarianos.
Esta cocina es conocida como zhāicài (‘comida vegetariana [budista]’) en China, Hong Kong, Singapur y Taiwán; đồ chay en Vietnam; shōjin ryōri (‘cocina de devoción’) en Japón; sachal eumsik (‘comida de templo’) en Corea y de otras formas en muchos países.
El jainismo, una religión contemporánea del budismo, también tiene una cocina parecida.

## Budismo y vegetarianismo
El budismo y el jainismo reconocen que incluso comer alimentos de origen vegetal puede contribuir a la muerte indirecta de seres vivos por la vida animal que se destruye al labrar el suelo y usar pesticidas. Por ello el jainismo considera la muerte por inanición (solo tras someterse a 12 años de estricto ascetismo) como la práctica definitiva de no violencia, mientras el budismo considera la automortificación extrema no deseable para alcanzar la iluminación.
Tanto los mahāyāna como los theravāda creen que comer carne no constituye una violación de los Cinco Preceptos que prohíben dañar directamente a los seres vivos.
Cuando los monjes theravāda se alimentan de limosnas, deben comer cualquier sobra que les den, incluyendo carne. La excepción a esta regla es cuando los monjes ven, oyen o saben que algún animal ha sido sacrificado con el objeto de alimentarles a ellos, en cuyo caso el consumo de esa carne sería kármicamente negativa. La misma restricción aplica a los budistas laicos y se conoce como el consumo de la ‘carne triplemente limpia’ (三净肉). 

Por otro lado, cuando las comunidades laicas compran carne específicamente para el consumo de los monjes, la permisibilidad de su consumo difiere de una rama budista a otra. El Canon Pali theravāda registra ejemplos de Buda comiendo carne que fue específicamente comprada para él. Este acto fue realizado deliberadamente por Buda para demostrar que, si es necesario, un budista puede infringir las normas en caso de emergencia o inconveniencia. Respetar ciegamente el vegetarianismo o las reglas budistas en momentos en los que no se puede entrar en conflicto con la filosofía mahāyāna por obstinación o compromiso con algo se considera ‘testarudez’ (执著), y puede convertirse en un obstáculo para el nirvana o iluminación. Sin embargo, si se toma el voto de ser vegetariano budista, se espera que se siga éste hasta que sea humanamente imposible seguir con la dieta vegetariana.
La aceptación de la autenticidad de los Pali Sutras difiere entre las sectas mahāyāna, y los Sutras Majayana no registran a Buda comiendo carne. Aunque ninguna secta mahāyāna considera que los Pali Sutras no sean auténticos, las sectas budistas chinas tienden a considerar esta parte concreta de la escritura falsa. Las sectas budistas japonesas suelen aceptar que Buda comía carne.
Sin embargo, tanto los budistas mahāyāna como los theravāda consideran que puede practicarse el vegetarianismo como parte de los pāramitā de bodhisattva. Como los budistas mahāyāna reconocen que el consumo de carne es cruel y carece de compasión, algunos de ellos son vegetarianos. Algunos pasajes de los sutra mahāyāna recogen a Buda elogiando la virtud de evitar la carne. Sin embargo, el budismo tibetano cree que la práctica tántrica hace innecesario el vegetarianismo. Todas las sectas kamakura japonesas del budismo (Zen, Nichiren, Jōdo shū) han relajado la vinaya mahāyāna y por tanto no practican el vegetarianismo sino el pescetarianismo. El budismo chino y parte del coreano se adhieren estrictamente al vegetarianismo.

## Budismo y otras consideraciones alimentarias
La cocina budista del este de Asia difiere de la cocina vegetariana occidental en un aspecto, que es evitar la muerte de las plantas. La vinaya budista para monjes prohíbe hacer daño a las plantas. Por tanto, hablando estrictamente no se usan raíces (como patatas, zanahorias o cebollas), ya que resultaría en la muerte de la planta. En su lugar se emplean judías o frutas. Sin embargo, esta versión estricta de la dieta se practica a menudo solo en ocasiones especiales.
Algunos budistas mahāyāna de China, Japón y Vietnam evitan específicamente el consumo de plantas con aromas fuertes, tradicionalmente ajo, Allium chinense, asafétida, chalota y Allium victorialis, a las que llaman ‘cinco verduras de olor fuerte y acre’ (五荤) o ‘cinco especias’ (五辛), ya que tienden a excitar los sentidos. Esto se basa en las enseñanzas presentes en el Brahmajala Sutra, Shurangama Sutra y Lankavatara Sutra (capítulo 8). En épocas modernas esta regla se interpreta a menudo para incluir otras verduras del género Allium, además del cilantro. Esto tiene paralelismos con algunas sectas del hinduismo, que tampoco consumen alimentos de sabores acres.

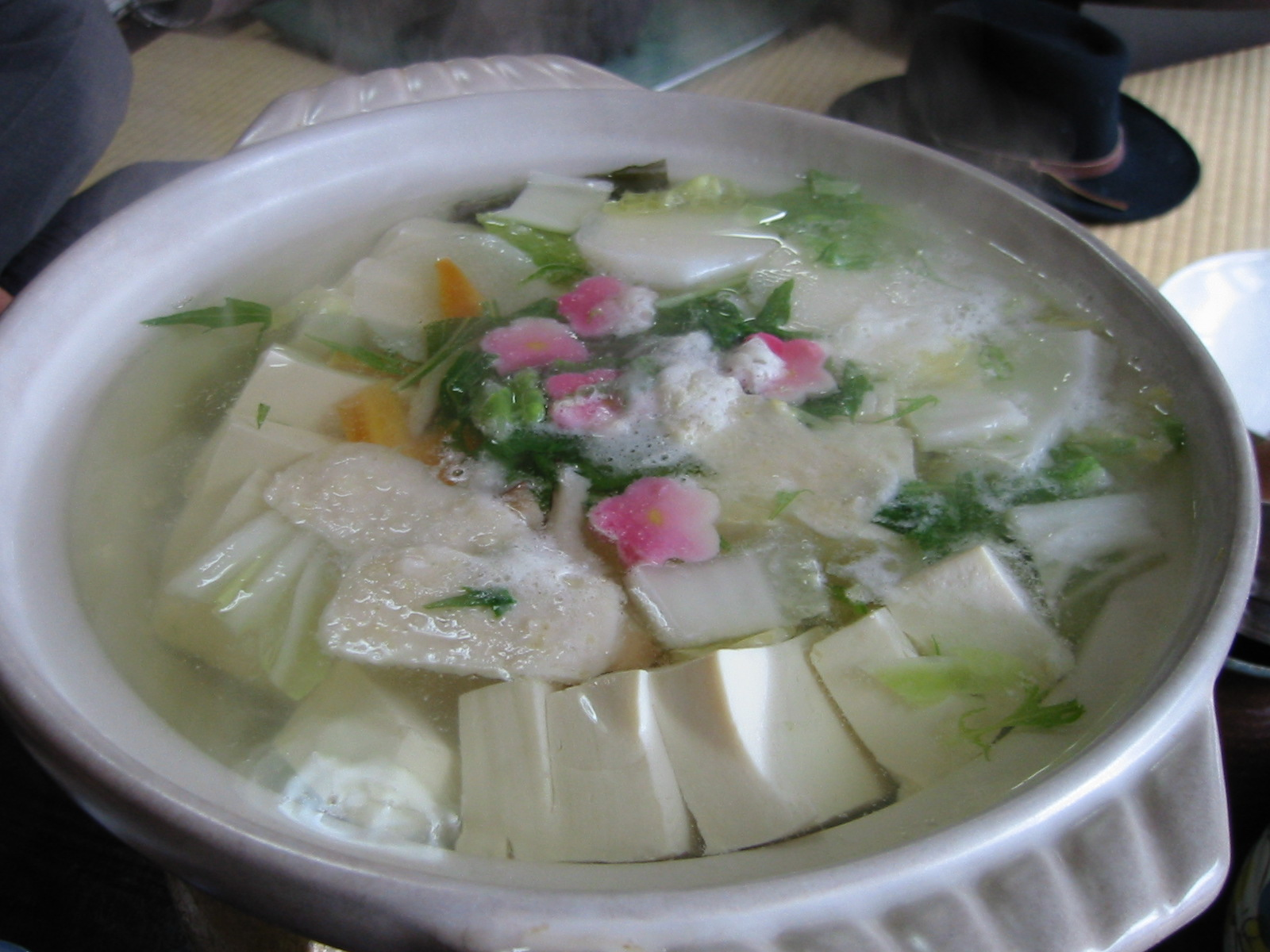
Un ejemplo de shōjin-ryōri tomado en Kioto (Japón), en el templo zen de Ryuanji.

La comida que un budista estricto consume, incluso si no es vegetariano, también es específica. Para muchos budistas chinos, el consumo de ternera, otros animales grandes y especies exóticas debe evitarse. Esto sería la ya mencionada regla sanjingrou. Una restricción que muchos no conocen es la abstinencia en el consumo de vísceras animales, lo que se llama 下水 (xia shui).
El consumo de alcohol y otras drogas también es evitado por muchos budistas, ya que afectan a su estado mental. Esto es parte de los Cinco Prefectos, que dictan que no deben consumirse «sustancias adictivas». La definición de «adictivo» depende de cada individuo, pero la mayoría de los budistas consideran que el alcohol, el tabaco y las drogas ilegales lo son.

## Platos vegetarianos budistas
Los cocineros vegetarianos budistas se han vuelto extremadamente creativos imitando la carne a partir del gluten de trigo preparado o seitán, la soja (en forma de tofu o tempeh), agar-agar y otros productos vegetales. Algunas de sus recetas son los sucedáneos cárnicos más refinados y antiguos del mundo. La soja y el gluten de trigo son materiales muy versátiles, a los que pueden darse diversas formas y texturas, y absorben sabores (incluyendo los cárnicos) pero apenas tienen uno propio. Con los condimentos adecuados, pueden imitar diversos tipos de carne bastante bien.
Algunos de estos cocineros vegetarianos budistas están en muchos monasterios que sirven platos wu hun y de carne falsa a los monjes y visitantes (incluyendo no budistas que a menudo se quedan unas horas o días). Muchos restaurantes budistas también sirven platos vegetarianos, veganos, no alcohólicos y wu hun. Algunos budistas toman comida vegetariana solo una vez a la semana o al mes, o en ocasiones especiales como la visita anual a la tumba de un ancestro. Para servir a este tipo de cliente, además de al vegetariano integral, el menú de un restaurante vegetariano budista no suele diferir del típico chino salvo en que las recetas de carne incluyen en su lugar soja o seitán con sabor a pollo.